# Olympische Sommerspiele 2008/Teilnehmer (Kirgisistan)
| Gelbes Symbol für Goldmedaillen mit stilisierten Olympischen Ringen | Graues Symbol für Silbermedaillen mit stilisierten Olympischen Ringen | Braundes Symbol für Bronzemedaillen mit stilisierten Olympischen Ringen |
| ------------------------------------------------------------------- | --------------------------------------------------------------------- | ----------------------------------------------------------------------- |
| —                                                                   | 1                                                                     | 2                                                                       |

Kirgisistan hat an den Olympischen Sommerspielen 2008 in Peking mit 20 Athleten teilgenommen.

## Medaillengewinner

### Silber
| Name               | Sportart | Kategorie                    |
| ------------------ | -------- | ---------------------------- |
| Kanatbek Begalijew | Ringen   | Griechisch-römisch bis 66 kg |

### Bronze
| Name               | Sportart | Kategorie                           |
| ------------------ | -------- | ----------------------------------- |
| Basar Basargurujew | Ringen   | Männer Freistil bis 60 kg           |
| Ruslan Tümönbajew  | Ringen   | Männer griechisch-römisch bis 60 kg |

## Taekwondo
- Rassul Abduraim

## Leichtathletik
- Julija Archipowa
- Tatjana Jefimenko
- Sergei Pakura
- Galina Pedan
- Aleksei Pogorelow

## Ringen
- Basar Basargurujew (Männer Freistil bis 60 kg)
- Kanatbek Begalijew (Männer griechisch-römisch bis 66 kg)
- Arsen Gitinow
- Aleksei Krupnjakow
- Ruslan Tümönbajew (Männer griechisch-römisch bis kg)

## Schwimmen
- Wassili Danilow
- Witali Wassilew
- Juri Sacharow

## Judo
- Talant Dschanagulow
- Jelena Proskurakowa

## Gewichtheben
- Ulanbek Moldodossow

## Boxen
- Assylbek Talasbajew

## Schießen
- Ruslan Ismailow

## Fechten
- Sergei Katschurin